# Gonomyia intrepida
Gonomyia intrepida là một loài ruồi trong họ Limoniidae. Chúng phân bố ở miền Australasia.